# Annona montana
Annona montana är en kirimojaväxtart som beskrevs av James Macfadyen. Annona montana ingår i släktet annonor, och familjen kirimojaväxter. Inga underarter finns listade i Catalogue of Life.